# Acies
Acies – w starożytnym Rzymie nazwa oznaczająca szyk bojowy oddziału wojska w armii rzymskiej. Został ustalony w czasie drugiej wojny samnickiej
Od tego pojęcia wywodzą się następujące określenia pokrewne: 
- acies media – centrum szyku bojowego,
- acies triplex – szyk złożony z trzech linii (hastati, principes, triarii)[1]
- acies prima – pierwsza linia szyku
- acies secunda – druga linia szyku
- acies tertia – trzecia linia szyku